# John Terpak
John Basil Terpak (Mayfield, 4 luglio 1912 – Springettsbury Township, 1º giugno 1993) è stato un sollevatore statunitense campione mondiale che gareggiò nelle categorie dei pesi leggeri (fino a 67,5 kg.), dei pesi medi (fino a 75 kg.) e dei pesi massimi leggeri (fino a 82,5 kg.).

## Biografia
John Terpak, di origini ucraine per parte di padre, cominciò a sollevare pesi da ragazzo, mettendosi in luce nei tornei giovanili degli Stati Uniti e arrivando poi a partecipare alle Olimpiadi di Berlino 1936 nella categoria dei pesi leggeri, dove si piazzò al 5º posto finale con 322,5 kg. nel totale di tre prove.
L'anno successivo, dopo essere passato alla categoria superiore dei pesi medi, vinse la medaglia d'oro ai Campionati mondiali di Parigi con 357,5 kg. nel totale.
Nel 1938, con lo stesso risultato nel totale, non andò oltre la medaglia di bronzo ai Campionati mondiali di Vienna, battuto dai tedeschi Adolf Wagner (367,5 kg.) e Rudolf Ismayr (360 kg.).
Dopo la pausa delle competizioni dovuta alla seconda guerra mondiale, Terpak, già trentaquattrenne, si presentò ai Campionati mondiali di Parigi 1946, ottenendo la medaglia d'argento nei pesi medi con 375 kg. nel totale, battuto solo dall'egiziano Khadr El-Touni (377,5 kg.).
Terpak si rifece però, un anno dopo, ai Campionati mondiali di Filadelfia 1947, dove, gareggiando nella categoria superiore dei pesi massimi leggeri, vinse il suo secondo titolo mondiale con 387,5 kg. nel totale.
Nel 1948 partecipò alle Olimpiadi di Londra ritornando alla categoria dei pesi leggeri e per far questo dovette perdere non meno di 10 kg. di peso corporeo rispetto ad un anno prima, ma il risultato non fu, probabilmente, quello sperato, terminando al 4º posto finale con 340 kg. nel totale, stesso risultato del britannico Jim Halliday, al quale fu assegnata la medaglia di bronzo grazie al suo peso corporeo di poco inferiore a quello di Terpak.
Dopo questa competizione olimpica John Terpak si ritirò dall'attività agonistica, divenendo un manager della società York Barbell, produttrice internazionale di articoli per il fitness, e dedicandosi anche all'attività di allenatore di sollevamento pesi, guidando la squadra nazionale statunitense ai Giochi Olimpici del 1968 e del 1972.
Fu anche membro del Comitato Olimpico nazionale statunitense e della Federazione internazionale di sollevamento pesi (IWF) in qualità di giudice internazionale.
Morì il 1º giugno 1993 lasciando moglie e due figli e fu sepolto nel cimitero di Mount Rose, Spring Garden Township, Pennsylvania.